# Magasinskvarteret

Rosendahls Fabrikers AB, huvudkontor och magasin i Magasinskvarteret, sedda från Göta älv. Litografi ur Sveriges industriella etablissementer, 1870.

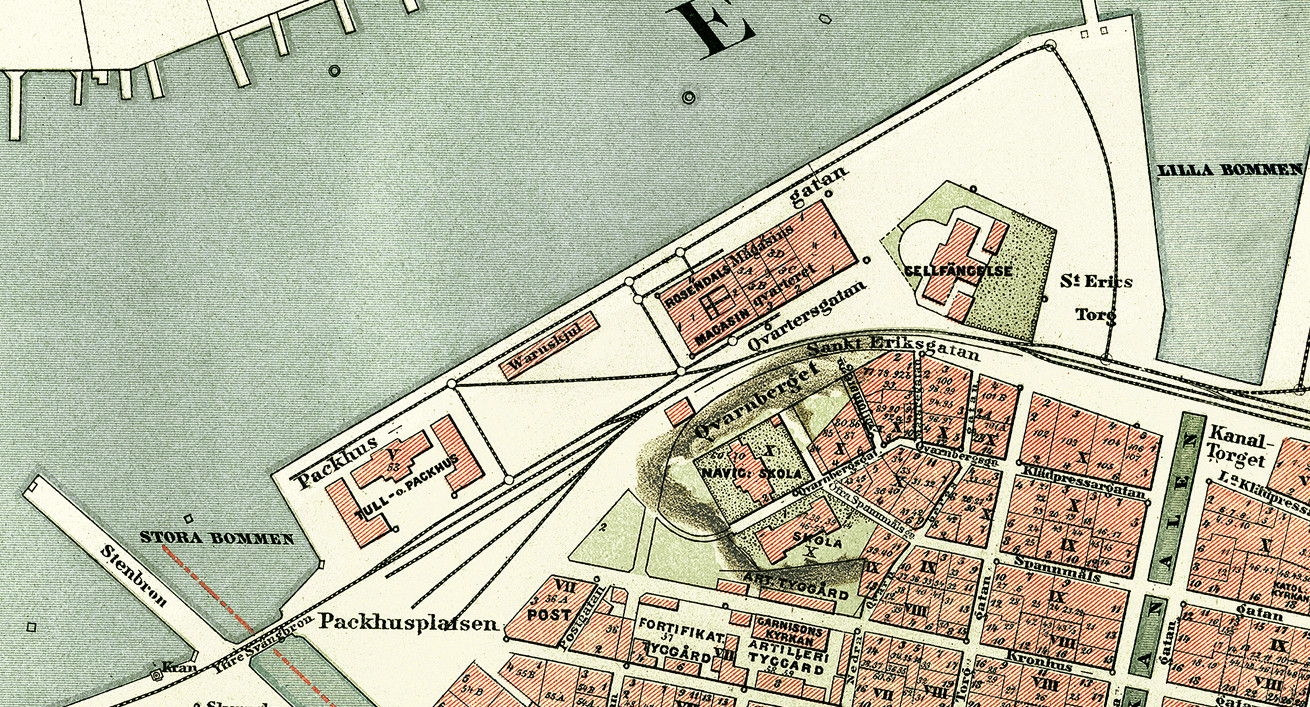
Magasinskvarteret i Göteborg år 1888. Kvarteret syns mellan Qvarnberget och Göta älv och omges av Qvartersgatan, Packhusplatsen, Packhusgatan och cellfängelset vid S:t Eriks Torg.

Magasinskvarteret var ett kvarter i stadsdelen Nordstaden i Göteborg. Kvarteret, som uppfördes i omgångar under åren 1867–1875, var beläget intill Packhusplatsen och omgärdades av den i sydväst, samt Packhusgatan åt älvsidan och Kvartersgatan åt Kvarnberget; nordost om kvarteret låg länscellfängelset. Magasinsbyggnaderna åt Packhusplatsen revs och ersattes med kontor och bostäder år 1887/1888. Magasinsbyggnaderna uppläts åt flera olika handelsföretag och ägandet skiftade genom åren. Kvarteret drabbades av flera eldsvådor, varvid den sista år 1963 medförde att den norra delen av kvarteret totalförstördes och fick rivas. Resten av kvarteret revs under 1980-talet. År 1994 uppfördes Kajskjul 8 ½ i kvarteret.

## Historik
Det nya tull- och packhuset vid Packhusplatsen stod klart vid årsskiftet 1866/1867 och inflyttning skedde under våren 1867. Mellan tullpackhuset och bastionen Sankt Erik anlades en strandgata och intill kajen placerades två lyftkranar. Ett 400 fot långt och 61 200 kvadratfot stort kvarter avsattes för byggandet av magasinsbyggnader, vars tomtindelning fastställdes av Kungl. Maj:t den 2 maj 1862. De första tomterna lades ut till försäljning i maj 1865 och tomterna nummer 1 och 2 köptes av Rosendahls Fabriker AB för 34 743 kronor. Byggnaden som uppfördes på tomterna ritades av byggmästaren P.J. Rapp och stod klar ungefär samtidigt med tullpackhuset. Järnvägsspår hade då lagts ut längs Packhuskajen.
Från fabrikerna i Mölndal transporterades gods med hjälp av pråmar på Mölndalsån, eller via fordon på landsvägen mellan Mölndal och Göteborg till Magasinskvarteret. Från magasinet kunde vidare transport ske via järnväg eller fartyg.
Rosendahlsfabrikerna disponerade större delen av magasinsbyggnaden, men delar av den hyrdes ut till olika handelsfirmor, bland annat Lewin & von Holten, M. Levissons Söner och Lundberg & Kullberg. För Rosendahls kontors- och vakthållningspersonal fanns det bostadsutrymmen.
Tomten nummer 3 inköptes år 1871 av D.O. Francke, som överlät den till Göteborgs Handelskompani året därpå. Under åren 1872–1873 uppfördes fyra magasinsbyggnader på tomten. Uthyrning av magasinslokaler skedde till bland annat M. Levissons Söner, Ludwig Hartvig & Co, W. Röhss & Co och F. Hollender. Handelskompaniets magasin omorganiserades år 1875 och byggnaden överfördes till det nybildade AB Protector.
Göteborgs Magasins AB bildades år 1872 och bolaget förvärvade tomten nummer 4 samma år. Tomten vette mot Sankt Eriks torg och Magasinsbolagets byggnad stod färdig år 1875. Därmed var hela Magasinskvarteret färdigbyggt.
D.O. Franckes verksamhet baserades till stora delar på upplånat kapital och år 1879 inträffade ett krisår, varvid D.O. Francke, Rosendahls Fabriker och Göteborgs Handelskompani gick i konkurs. Francke uppnådde en ackordsuppgörelse, medan ett antal skuldmiljoner skrevs bort i Rosendahlsverkens konkurs och verksamheten övertogs av det nybildade Korndals AB. Göteborgs Handelskompanis verksamhet avvecklades. Till följd av detta blev Korndals AB ägare till Magasinskvarteret 1 och 2 år 1880 och Protector AB överlät Magasinskvarteret 3 till Brand- och Livförsäkrings AB Svea. Försäkringsbolaget sålde år 1894 fastigheterna till Göteborgs Magasins AB, som därmed kom att bli ägare av såväl nummer 3 som nummer 4, vilka kom att förenas.
I slutet av år 1885 köpte D.O. Francke Magasinskvarteret 1 och 2 och lämnade i maj 1886 in en begäran till byggnadsnämnden att få uppföra ett nytt fyravåningars stenhus med mansardvåning. Byggnaden skulle till övervägande delen användas till kontors- och bostadslägenheter. Den gamla magasinsbyggnaden revs och en nybyggnad, som stod klar 1887/1888, uppfördes i dess ställe. Byggnaden fick en helt annan fasad mot Packhusplatsen och karaktären på Magasinskvarteret 1 och 2 kom att skilja sig från nummer 3 och 4.
Vid D.O. Franckes död år 1892 var skulderna i Korndal så stora att såväl bolaget, som Franckes bo, försattes i konkurs. Franckes släkting Edward Francke med firma J.E. Francke i Stockholm köpte Magasinskvarteret 1 och 2. År 1897 såldes fastigheten till Göteborgs Magasins AB, som därmed kom att bli ägare till hela Magasinskvarteret. Göteborgs Magasins AB kom under de kommande åren att dras in i spekulationsverksamhet, varför företaget och dess huvudägare C.E. d'Orchimont i början av år 1913 försattes i konkurs. Fastigheterna kom därefter i olika ägares händer. I februari 1914 köptes nummer 3 B och C av Förenade Kaffeimportörers Rosteri Aktiebolag Triangeln, som lät bygga om fastigheten och flyttade in där år 1916. Nummer 3 A och D köptes i oktober 1915 av Malmsten & Bergvall, som lät bygga om den under åren 1917–1918. Nummer 4 såldes år 1916 till företaget H. Alpen och nummer 1 och 2 kom år 1920 att förvärvas av AB Skidbladner (Tycho Roberg).
Göteborgs Bank kom under 1920-talet att ta över fastigheten nummer 4 och år 1948 förvärvades den av Göteborgs stad, sedan Göteborgs hamn blivit intresserad av den för framtida behov. År 1963 inträffade en förödande brand i fastigheten, varvid huset skadades så svårt att det därefter revs. Fastigheten nummer 1 och 2 ägdes av företaget Skidbladner fram till år 1954, varefter den kom i familjen Robergs ägo. Är 1960 såldes även denna fastighet till Göteborgs stad.
Mittpartiet och större delen av kvarterets södra del revs år 1980. Den del där Bergman & Bergstrands kafferosteri låg var kvar till slutet av 1980-talet, då staden hade svårt att finna lämpliga ersättningslokaler.
I Kvarteret 35 Magasinet uppfördes år 1994 Kajskjul 8 ½ efter ritningar av B Cederlöf Arkitektkontor AB. Det används som lokal för Göteborgs Maritima Centrum.

## Företag i Magasinskvarteret

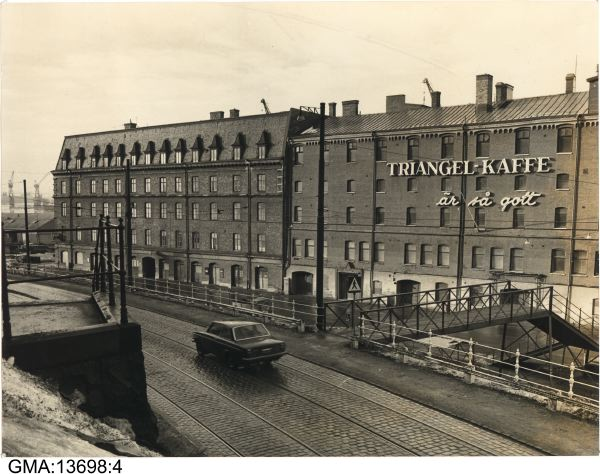
Magasinskvarteret sett från Kvarnbergssidan år 1968. Triangel Kaffe höll till i den mittersta delen av Kvarteret.

Flera agentur-, kommissionärs- och speditionsfirmor hade sin verksamhet i Magasinskvarteret. Vissa hade både kontor och magasin där, medan andra endast hade sin magasins- och lagerverksamhet där. Tidiga hyresgäster var bland annat Rich. Lindström med agentur under några år på 1870-talet och Fr. d'Orchimont med agentur och kolaffärer under åren 1874–1878. C.E. d'Orchimont bedrev agenturverksamhet i kolonialvarubranschen och flyttade till Magasinskvarteret år 1885 och kom att bli intressent i Magasinsbolaget.
Agenturföretaget Löwenadler & Co, som grundats år 1887, kom år 1892 till Magasinskvarteret. Företaget var främst inriktat på tändsticksexport och dess grundare Henrik Löwenadler var bror till Fredrik Löwenadler, som hade stora intressen i den svenska tändsticksindustrin och efter fusion mellan flera tändsticksfabriker år 1903 blev Löwenadler & Co den dominerande tändsticksexportfirman.
Malmsten & Bergvall bedrev handel med kemikalier, vilka importerades från England, Tyskland och USA. Företaget hade kemikalielager förutom i Göteborg även i Stockholm, Malmö och Kalmar och bedrev agenturfirma med kontakter i flera länder. År 1935 uppfördes en ny lagerlokal vid Gullbergs Strandgata. Företaget expanderade och behövde fler kontorslokaler, varför lagerverksamheten flyttade till Marieholmsgatan och Magasinskvarteret 3 A och D omvandlades till kontor.
Malmsten & Bergvall inledde även försäljning av finkemikalier till apoteken, men även av andra varor, till exempel vaxer, galläpplen, lakrits och gummi arabicum. Sedan importen av apoteksvaror blev fri den 1 juli 1914, etablerades en farmaceutisk avdelning inom firman. Den verksamheten växte och hösten 1920 träffades en överenskommelse med AB Pharmacia och ett antal apotekare om att bilda Apotekarnes Droghandelsbolag, i vilket Malmsten & Bergvall blev majoritetsägare och företagets farmaceutiska avdelningar övergick till det nya företaget, vars huvudkontor och lagerlokaler kom att ligga i Magasinskvarteret. Apotekarnes Droghandelsbolag kom att vara kvar i Magasinskvarteret till år 1966.
H. Alpen bedrev många olika rörelser, bland annat speditionsverksamhet för massa och papper, men även lagring av mjöl och import av kol och koks. Firman var en av de största i Göteborg inom grossistverksamhet i rör, armatur och kätting. Företaget förlade sin verksamhet till Magasinskvarteret år 1896 och stannade där till slutet av år 1944, då en omorganisation genomfördes.
Flera kaffeimportörer hade sina verksamheter i Magasinskvarteret, bland dem Lundquist & Janson, Bergman & Bergstrand, Bröderna Lindquist, Alfrid Nilsson, Edv. Skagerlind och Magnus Edström. År 1903 bildades Förenade Kaffeimportörers Rosteri Aktiebolag Triangeln av firmorna Lundquist & Janson och Bröderna Lindquist, samt Mellin & Co med lokaler på Smedjegatan 5. Det gemensamma bolaget började sin verksamhet på Smedjegatan 3, men flyttade år 1907 till Smedjegatan 5. Då verksamheten växte förvärvade bolaget år 1914 Magasinskvarteret 3 B och C, vilket byggdes om efter ritningar av arkitekten Ernst Krüger och inflyttning skedde år 1916. Triangeln kom att bli ett av Sveriges främsta kafferosterier. Efter samgående med Skånska Kaffe AB lades Triangelns verksamhet i Göteborg ned år 1967.
Firman Tycho Roberg grundades år 1876 i Göteborg och bedrev trafik mellan Vänerhamnarna och Göteborg, samt speditionsverksamhet med export av tackjärn och stångjärn. Företaget bedrev även kol- och koksförsäljning. Tycho Roberg köpte år 1920 Magasinskvarteret 1 och 2 (AB Skidbladner) och flyttade dit från Skeppsbron 1. År 1940 delades företaget i Tycho Roberg AB och Tycho Robergs Speditions AB. År 1952 köpte Johnsonkoncernen de båda bolagen och år 1958 flyttade de till Östra Hamngatan 7.
Kaffefirman Bergman & Bergstrand etablerades i Magasinskvarteret år 1891 och bedrev fram till år 1938 huvudsakligen import av orostat kaffe. År 1938 utökades verksamheten till att även omfatta rostning av kaffe och ett kafferosteri installerades i Magasinskvarteret.
Kolonialfirman Lundquist & Janson började sin verksamhet i Magasinskvarteret år 1890, men togs år 1929 över av Sven Ericsson & Co, och firman kom att specialisera sig på grosshandel i olika fabriksförnödenheter.
Göteborgs Korkfabrik, som var en filial till Wicanders korkfabrik, började sin verksamhet i Magasinskvarteret 1 och 2 år 1880 och hade 22 anställda. Fyra år senare flyttade företaget till Magasinsgatan 17, år 1898 skedde flytt till Gårda och år 1947 till Älvängen.

## Bostäder

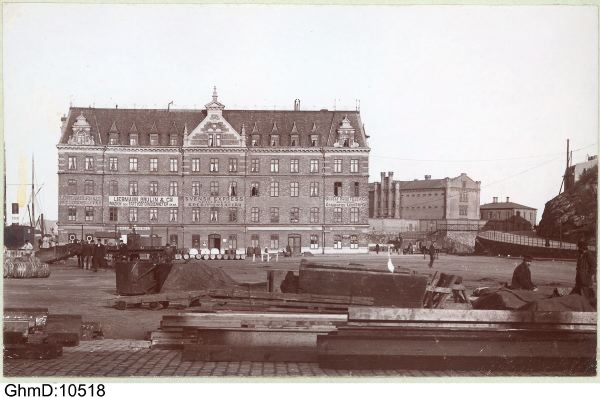
Magasinskvarteret åt Packhusplatsen år 1902. Bostäderna var belägna i denna delen av kvarteret.

Kvarteret var inte främst avsett för bostadsändamål, men i början uppläts mindre delar av fastigheterna nummer 1 och 2 till lägenheter för anställda och deras familjer, totalt ett trettiotal personer. I den år 1887 nyuppförda fastigheten fanns bostäder i de övre våningarna och i mantalslängden för år 1889 redovisades 100 personer. Ett år senare var antalet boende 250 och som högst var antalet drygt 275 omkring sekelskiftet 1900. År 1917 var antalet boende omkring 225 och antalet kom därefter att minska ytterligare och de sista boende flyttade ut vid början av andra världskriget. Antalet lägenheter uppgick till 50, varav 35 hade två rum och kök, vilket gjorde att bostadsstorleken i Magasinskvarteret var betydligt över genomsnittet i staden. Bland de boende fanns anställda i kvarterets företag, järnvägsanställda, samt anställda på olika ångfartyg, medan antalet industrianställda var få.

## Bränder
En större brand utbröt på kvällen den 20 juli 1927 i Malmsten & Bergvalls kemikalielager på andra och tredje våningarna i Magasinskvarteret 3 D. Samtliga fem våningar förstördes mer eller mindre. Tidigt på morgonen den 2 april 1935 bröt det åter ut en brand i Malmsten & Bergvalls lager, i den del som disponerades av Apotekarnes droghandelsbolag. Rök trängde igenom brandmuren in till den Robergska fastigheten. Malmsten & Bergvalls lager blev endast obetydligt skadat. Skadorna i Apotekarnes droghandels lager uppgick till omkring en halv miljon kronor, där de dyraste preparaten utgjordes av patentmedicin.
Den 4 september 1947 utbröt en stor brand i Magasinskvarteret. Den började på översta våningen i den del där Förenade kafferosterier höll till och var mycket svårsläckt. Värden för 1,1 miljon kronor för 18 firmor förstördes. Branden orsakades av en slängd cigarett, som inte var ordentligt släckt. En ny brand inträffade den 9 juni 1963, då brand uppstod i ett kemikalielager, som tillhörde Reagens AB. Byggnaden totalförstördes och bland annat ritningar och handlingar beträffande kommande trafikleder och utredningen om snabbspårväg brann upp vid Göteborgs byggnadsnämnds trafikavdelning, som hade sitt kontor i byggnaden. Hela den norra delen av kvarteret förstördes och kom sedan att rivas. På grund av rasrisken inleddes rivningen av den förstörda byggnaden redan den 12 juni. Skadorna beräknades uppgå till 10 miljoner kronor och bland de drabbade företagen fanns Hasselblads fotografiska AB och Triangelns kafferosteri.